# Magueyes
Magueyes är en ort i Mexiko.   Den ligger i kommunen Valle Hermoso och delstaten Tamaulipas, i den östra delen av landet, 700 km norr om huvudstaden Mexico City. Magueyes ligger 18 meter över havet och antalet invånare är 358.
Terrängen runt Magueyes är mycket platt. Runt Magueyes är det ganska tätbefolkat, med 134 invånare per kvadratkilometer. Närmaste större samhälle är Valle Hermoso, 5,5 km söder om Magueyes. Trakten runt Magueyes består till största delen av jordbruksmark.